# La Journée du 18 mars
La Journée du 18 mars est une chanson de 1871 écrite par Charles More et Gaillard fils. Elle a été écrite pendant et à propos de la Commune de Paris.
Le 18 mars 1871 après que Paris a subi un long et pénible siège de la part de la Prusse de Bismarck, le gouvernement de Thiers décide de capituler et d'enlever les canons de la butte Montmartre afin d'éviter toute insurrection de la part des parisiens; ceux-ci voient en effet la capitulation comme une catastrophe. Cependant la troupe envoyée à Montmartre pour enlever les canons fraternise avec la population. Peuple et soldats se retrouvent unis face à l'abus. Cet événement déclenche l’insurrection parisienne, des généraux sont fusillés, le gouvernement se replie à Versailles. C'est le début de la Commune de Paris.

## Similitudes
- À propos de la journée du 18 mars 1871, Louise Michel écrivit La danse des Bombes en avril, interprétée par Michèle Bernard dans l'album "Cantate pour Louise Michel" en 2004, Éditions Believe EPM, d'après le spectacle présenté en 2001 L'oiseau noir du champ fauve cantate pour Louise Michel.
- Le thème est proche de la chanson Gloire au 17e de Montéhus, ainsi que de la fin du film de Sergueï Eisenstein le Cuirassé Potemkine, où l'on voit également des représentants de la force armée se refuser à tourner leurs armes vers leurs semblables.